# Burgstall Lengdorf
Der Burgstall Lengdorf  ist eine abgegangene hoch- oder spätmittelalterliche Niederungsburg auf 463 m ü. NHN etwa 600 m nordnordöstlich der Pfarrkirche St. Petrus der Gemeinde Lengdorf im Landkreis Erding in Bayern. Neben dem Burgstall Lengdorf befindet sich östlich von Lengdorf der Turmhügel Lengdorf. 
Die Anlage wird als Bodendenkmal unter der Aktennummer D-1-7738-0015 als „verebneter Burgstall des hohen oder späten Mittelalters“ geführt. Die ovale Anlage machte in Nord-Süd-Richtung etwa 70 m und in West-Ost-Richtung 60 aus. Der Burgstall ist heute durch landwirtschaftliche Tätigkeit völlig eingeackert und obertägig nicht mehr sichtbar.